# Chiesa di Santa Maria Annunciata (Bergamo)
La chiesa di Santa Maria Annunciata e orfanatrofio femminile era un edificio di culto di Bergamo.

## Storia
Molte sono le chiese di Bergamo che furono soppresse, distrutte o che hanno cambiano destinazione d'uso per cause differenti. Nel Cinquecento furono distrutte molte chiese per la costruzione delle mura veneziane, e nell'Ottocento molte altre a causa delle soppressioni napoleoniche per ordine della Repubblica Cisalpina. Il dipinto a volo d'uccello realizzato da Alvise Cima nel Seicento ha permesso la visione e il recupero di antiche informazioni che sarebbero andate perdute. Tra queste vi è la chiesa intitolata a Santa Maria Annunciata con annesso orfanatrofio femminile e in prossimità del ricovero delle donne convertite con la chiesa di Santa Maria Maddalena.
Nella prima metà del Cinquecento, la città di Bergamo soffriva a causa di epidemie e della carestia conseguente alle invasioni dell'esercito tedesco e dei soldati veneziani che, posti a protezione della città, avevano invece approfittato saccheggiando e portando la popolazione alla miseria, che più soffrivano di questa situazione erano gli anziani, le donne e i bambini, molti di questi rimasti orfani. Per aiutare i più indifesi il vescovo Pietro Lippomano nel 1532 invitò san Girolamo Emiliani, fondatore di molti istituti di carità, a venire a Bergamo. Questi fondò l'orfanatrofio femminile in via San Giovanni. Nel Cinquecento gli edifici ospitavano quaranta giovani orfane, il monastero di clausura e la chiesa intitolata all'Annunciazione di Maria. Nella chiesa venivano celebrate due messe al giorno e veniva esposto l'ostensorio con la particola nelle due grandi feste liturgiche dedicate alla Madonna, l'annunciazione e l'assunzione.Alle orfani era garantito vitto e alloggio nonché abbigliamento che era assonte nel colore a quello dei maschi ospitati nell'istituto maschile di San Martino, con la gonna ocra, un corpetto e il cappello giallo. la divisa le rendeva riconoscibili quando cercavano contributi all'esterno dell'istituto. Le ospiti furono spostate nel 1799 in via san Galgario.

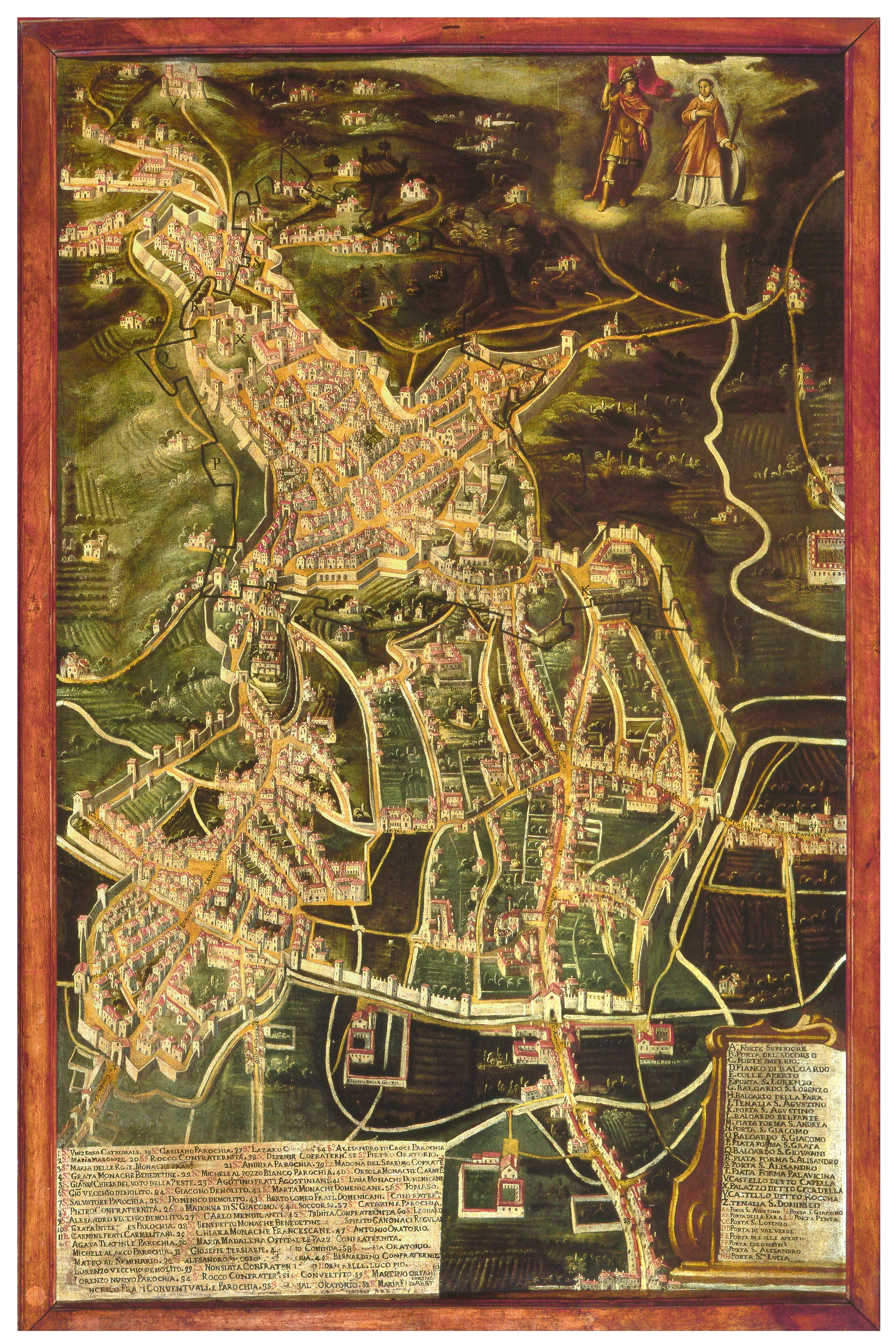
Alvise Cima, Bergamo 1693

## Descrizione
I fabbricati della chiesa e del monastero si trovavano vicini all'antica chiesa di San Giovanni Battista dell'Ospedale e a quella di chiesa di Santa Maria Maddalena 
Il grande complesso della Caserma Montelungo ha inglobato molti dei fabbricati che erano presenti sulla parte più estrema di via San Giovanni di Bergamo, non lasciando traccia degli edifici preesistenti. Della chiesa rimane solo testimonianza del dipinto di Alvise Cima in documenti cartacei.
La chiesa, a unica navata, aveva il presbiterio anticipato da una inferriata che permetteva il dividere le ospiti dalle suore di clausura. Esternamente vi era un grande spazio dedicato elle giovani con muro che lo divideva dal convento e dalla chiesa di Santa Maria Maddalena con i locali e gli orti delle donne convertite.